# Glossosoma hissarica
Glossosoma hissarica är en nattsländeart som beskrevs av Ivanov 1992. Glossosoma hissarica ingår i släktet Glossosoma och familjen stenhusnattsländor. Inga underarter finns listade i Catalogue of Life.